# Palmiero Abate
Palmiero Abate, citato anche come Palmieri (Trapani, ... – Catania, 1300 circa), è stato un nobile italiano, Signore di Trapani e cittadino del Regno di Sicilia, uno dei principali organizzatori del Vespro siciliano.

## Biografia

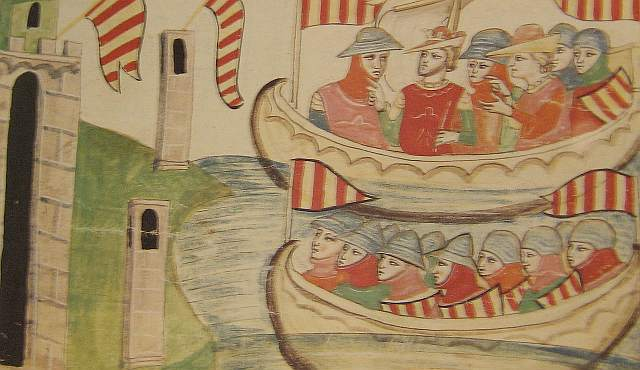
Lo sbarco di Pietro d'Aragona a Trapani (da un manoscritto alla Biblioteca Vaticana)

Palmiero Abate fu uno dei maggiori signori che fomentarono la rivolta del Vespro siciliano del 1282 contro gli Angioini, insieme a Gualtiero di Caltagirone, Alaimo di Lentini, Enrico II Ventimiglia, Giovanni da Procida e Ruggero Mastrangelo. Palmiero era figlio di Arrigo Abate, un fedelissimo di Manfredi sino alla fine dello svevo con la sconfitta nella Battaglia di Benevento (1266).
Il 30 agosto 1282 si occupò di accogliere la flotta di Pietro III d'Aragona comandata dall'ammiraglio Ruggero di Lauria sbarcata a Trapani per dare sostegno ai siciliani contro gli angioini. Alle truppe fornì rifornimenti e denari per proseguire la guerra.
Quindi e per quasi i venti anni successivi combatté valorosamente per il partito aragonese sino alla Battaglia navale di Ponza nel 1296 dove sostenne con 5 navi Ruggero di Lauria. Nel 1300, nella battaglia navale combattuta nelle acque di Catania, fu ferito, preso prigioniero e trasportato dagli Angioini a Catania, ove mori nello stesso anno.
La tradizione vuole che Palmiero sia stato preso con «la spada alla mano, tutto lacero e sanguinoso». Messo in schiavitù e senza cure sarebbe morto dopo alcuni mesi.